# Andreaa Dragoman
Andreaa Dragoman (Mediaș, 18 agosto 2000) è una tennistavolista rumena.

## Biografia
Ai Giochi Europei del 2023 di Cracovia ha vinto una medaglia d'oro nella gara a squadre. Ha vinto una medaglia d'argento ai Campionati Europei di tennistavolo 2022, nel torneo di doppio.